# Bothryopneustes
Bothryopneustes is een geslacht van uitgestorven zee-egels uit de familie Nucleolitidae. Vertegenwoordigers van dit geslacht zijn slechts als fossiel bekend.

## Soorten
- Bothryopneustes besairiei Besairie, 1936 †
- Bothryopneustes galhauseni Lambert, 1933 †